# Droga wojewódzka nr 186
Droga wojewódzka nr 186 (DW186) – droga wojewódzka w województwie wielkopolskim o długości 30 km łącząca Kwilcz z Wierzchocinem. Droga przebiega przez powiaty: międzychodzki i szamotulski.

## Miejscowości leżące przy trasie DW186
- Kwilcz
- Chrzypsko Wielkie
- Wierzchocin